# Coelomycetes
Coelomycetes é uma classe de fungos deuteromicetos (fungos imperfeitos), com pouco significado a nível taxonómico por ser claramente polifilética, mas que agrupa algumas espécies com importante significado para a fitopatologia. A maior parte das espécies colocadas neste grupo aguardam estudos que permitam definir o seu correcto enquadramento taxonómico, não lhes sendo conhecida qualquer forma de reprodução sexuada.

## Descrição
Os fungos incluídos neste taxon caracterizam-se por produzirem esporos assexuados, designados por conídios, no interior de um corpo de frutificação que pode assumir a forma de acérvulo (na ordem Melanconiales) ou de picnídio (na ordem Sphaeropsidales).
Os acérvulos são produzidos no tecido do organismo hospedeiro e podem ser: (1) subcuticulares, quando se aninham por baixo da camada exterior da planta (cutícula); (2) intraepidérmicos, quando estão dentro da camada exterior de células (epiderme); ou (3) subepidérmicos, quando estão sob a epiderme.
Os picnídios são produzidos a partir do tecido do fungo, têm geralmente a forma de um balão e tem uma pequena abertura no vértice, desinado por ostíolo.

## Sistemática
Os Coelomycetes são subdivididos em duas ordens:
- Sphaeropsidales, com as famílias:
  - Sphaeropsidaceae
  - Zythiaceae
  - Leptostromataceae
  - Excipulaceae

- Melanconiales, com as famílias:
  - Melanconiaceae